# Nierządnica z Babilonu

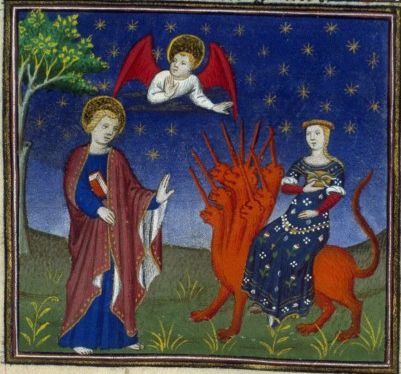
Iluminacja w rękopisie francuskim, XIV wiek

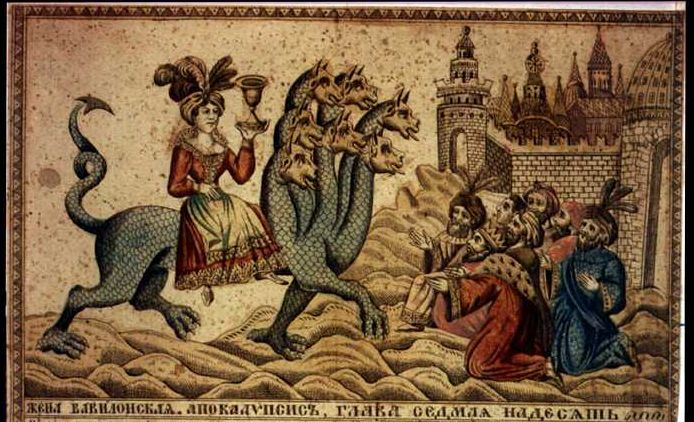
Wielka Nierządnica - Babilon Wielki na grzbiecie siedmiogłowej bestii Apokalipsy, rosyjski łubok, lata 1800-1809

Wielka Nierządnica lub Babilon Wielki – postać symboliczna w Księdze Objawienia, uosobienie zepsucia, sprzedajności, zła i Antychrysta.

## Ikonografia
Na podstawie opisu z Biblii w Średniowieczu przedstawiano tę postać jako kobietę, odzianą w czerwoną suknię, siedzącą na Bestii o siedmiu rogatych głowach.

## Interpretacja
W zależności od epoki i często doraźnych układów politycznych sposób rozumienia tego symbolu ulegał zmianom. Często przewija się obraz Rzymu ukrytego pod pojęciem Babilonu – siedem wzgórz, powiązanie religii i władzy politycznej itp.
W okresie reformacji wielu liderów ruchów protestanckich (m.in. Marcin Luter, Jan Kalwin i John Knox) interpretowało tę alegoryczną postać jako personifikację Kościoła katolickiego. Powstało w tym czasie wiele wyobrażeń o podtekstach antypapieskich.
Część sedewakantystów, np. Most Holy Family Monastery uważa, że  Nierządnicą z Babilonu jest Kościół posoborowy.

## Kościół Adwentystów Dnia Siódmego
Adwentyści wierzą, że odejście od nauk Pisma Świętego szczególnie objawia się na przestrzeni wieków w naukach i działalności Kościoła katolickiego i wierzą, iż właśnie ten urząd jest opisaną w 17 rozdziale Księgi Objawienia „Wielką Nierządnicą”. Jej córki, jak wierzą, są symbolem upadłych kościołów protestanckich, znajdujących się dziś pod wpływem nauk i mocy papiestwa. Adwentyści wierzą, iż prześladowanie szczerych Bogu ludzi opisane w Księdze Objawienia 17:6 miało swoje główne wypełnienie w czasach średniowiecza, kiedy to ludzie sprzeciwiający się doktrynom i władzy papieskiej byli szczególnie prześladowani. Ludzie tacy jak albigensi, waldensi czy hugenoci byli prześladowani w całej Europie, głównie przez inkwizycję.
Kościół Adwentystów Dnia Siódmego naucza, iż słowa z Księgi Objawienia 17:18, wypełniają się we władzy Kościoła katolickiego jako siły, która ma władzę „nad królami ziemi”. Wierzą, iż papieże winni są odstępstwa z powodu przyjęcia pogańskich rytuałów, wierzeń i praktyk w kościele, nad którym sprawują władzę. Widzą Rzym papieski jako wchodzący ku władzy po Cesarstwie Rzymskim (Rzym pogański), jako wypełnienie się słów 2 Listu do Tesaloniczan 2:7: „jego tajna moc nieprawości jest już widoczna. Na razie jednak jest powstrzymywana przez Tego, który w pewnym momencie usunie się ze sceny”.
Mimo wszystko, adwentyści nauczają, iż wśród wiernych Kościoła katolickiego, znajdują się ludzie oddani Bogu, którzy szczerze szukają zbawienia i są również określeni jako „lud Boży”. To do nich kierowane są słowa Księgi Objawienia 18:4 „wyjdźcie z niego (z Babilonu) ludu mój, abyście nie byli uczestnikami jego grzechów”.
Ellen G. White w swojej książce „Wielki Bój” opisuje, iż „duchowy Babilon” znów będzie miał władzę nad „wszystkimi narodami”, jak to miało miejsce w średniowieczu. Jej pisma określają Kościół katolicki jako odstępczą władzę, która pełni znaczącą rolę w walce przeciwko ludowi Bożemu.

## Rastafari
Według rastafarian matka nierządnic i obrzydliwości ziemi. Jest jednym z kilku chrześcijańskich i rastafariańskich alegorycznych przedstawień najwyższego zła.
Niektóre źródła podają imiona Babalon, Szkarłatna konkubina bądź Szkarłatna oblubienica.
Celem Rastafarian jest dążenie do walki z Babilonem i unicestwienie go.

## Świadkowie Jehowy
Według Świadków Jehowy Babilon Wielki to „Ogólnoświatowe imperium religii fałszywej” – symbol zbiorowo pojętej religii fałszywej, zaliczają do niego wszystkie religie świata, które nie opierają swoich nauk wyłącznie na Biblii (w tym z „nominalnym chrześcijaństwem" – część chrześcijaństwa uważana przez nich za chrześcijaństwo jedynie z nazwy i jako ogół jest niewierne Bogu). Ma być zniszczony przez Szkarłatną Bestię czyli Organizację Narodów Zjednoczonych, która służy interesom ogólnoświatowego systemu politycznego.